# Terrasola
Terrasola es una entidad de población española del municipio de Lladurs, perteneciente a la provincia de Lérida, en la comunidad autónoma de Cataluña.

## Historia
Hacia mediados del siglo XIX, el lugar, ya por entonces perteneciente a Lladurs, tenía contabilizada una población de 34 habitantes y estaba formado por 11 casas dispersas. Aparece descrito en el decimocuarto volumen del Diccionario geográfico-estadístico-histórico de España y sus posesiones de Ultramar de Pascual Madoz de la siguiente manera:

TERRASOLA: l. en la prov. de Lérida, part. jud. y dióc. de Solsona, aud. terr. y c. g. de Barcelona, ayunt. de Lladurs. sit. en terreno desigual; su clima es frio, pero sano. Tiene 11 casas dispersas; igl. parr. (San Pablo) servida por un cura de entrada y patronato real; un santuario (Ntra. Sra. de Masarrubias); cementerio y buenas aguas potables. Confina con Mompól, Llena, Timoneda, Castellar y Ciuró. El terreno es quebrado y de mala calidad; por el corren las aguas de la rivera Salada y Torrente Riart. Los caminos son locales y de herradura: la correspondencia se recibe de Solsona. prod.: centeno, patatas, avena, escaña, bellotas y pastos; cria ganado lanar, cabrio y de cerda. pobl.: 8 vec., 34 alm. cap. imp.: 19,795 rs. contr.: el 14'48 por 100 de esta riqueza.
(Madoz, 1849, p. 749)

En 2022, la entidad singular de población tenía empadronados 19 habitantes.